# الفتاة العاملة (فلم)
الفتاة العاملة  (بالإنجليزية: Working Girl) هو فيلم دراما تم إنتاجه في الولايات المتحدة وصدر في سنة 1988. الفيلم من إخراج مايك نيكولز.

## طاقم التمثيل
- ميلاني جريفيث
- هاريسون فورد
- سيغورني ويفر
- أليك بالدوين

### ترشيحات وجوائز
| السنة | الحدث  | الفئة      | النتيجة |
| ----- | ------ | ---------- | ------- |
|       | أوسكار | أفضل أغنية | فوز     |

## الميزانية والإيرادات
بلغت تكلفة إنتاج الفيلم حوالي 28.6 مليون دولار بينما حقق أرباحا تقدر بـ 102,953,112 (Worldwide) دولار.

## وصلات خارجية
- الفتاة العاملة على موقع IMDb (الإنجليزية)
- الفتاة العاملة على موقع ميتاكريتيك (الإنجليزية)
- الفتاة العاملة على موقع روتن توميتوز (الإنجليزية)
- الفتاة العاملة على موقع نتفليكس (الإنجليزية)
- الفتاة العاملة على موقع ألو سيني (الفرنسية)
- الفتاة العاملة على موقع Turner Classic Movies (الإنجليزية)
- الفتاة العاملة على موقع أول موفي (الإنجليزية)
- الفتاة العاملة على موقع بوكس أوفيس موجو (الإنجليزية)
- الفتاة العاملة على موقع فيلمافينيتي (الإسبانية)
- الفتاة العاملة على موقع قاعدة بيانات الأفلام السويدية (السويدية)

1. ↑  وصلة مرجع: http://www.dvdsreleasedates.com/movies/3051/Working-Girl-(1988).html. الوصول: 27 أبريل 2016.
2. ↑  "AFI's 100 Years...100 Movie Quotes Nominees" (PDF). مؤرشف من الأصل (PDF) في 2012-10-26. اطلع عليه بتاريخ 2016-08-20.
3. ↑  "AFI's 100 Years...100 Heroes & Villains Nominees" (PDF). مؤرشف من الأصل (PDF) في 2017-09-29. اطلع عليه بتاريخ 2016-08-20.
4. ↑  Corliss، Richard (19 ديسمبر 1988). "Two Out of Five Ain't Bad". Time. مؤرشف من الأصل في 2013-08-25. اطلع عليه بتاريخ 2009-01-27.